# Une faute impardonnable
Une faute impardonnable (Last Hours in Suburbia) est un téléfilm américain réalisé par John Stimpson, diffusé le 22 septembre 2012 sur Lifetime et en France le 21 janvier 2013 sur TF1.

## Synopsis
Lors d'une soirée où une fête est organisée, Grace et sa meilleure amie Jennifer prennent la route. Malheureusement un accident se produit et Jennifer est tuée sur le coup. Grace, ayant trop bu ce soir-là, ne se souvient absolument de rien, et doit purger une peine de deux ans de prison. Lors de son dernier jour de liberté, le fantôme de sa meilleure amie Jennifer revient la voir et vient l'aider à retrouver la mémoire. Durant toute la journée, Jennifer va accompagner sa meilleure amie dans sa quête pour connaître la vérité... Malheureusement la vérité n'est pas celle que Grace espérait. En se rendant sur les lieux de l'accident, elle se souvient de ce qui s'est passé cette nuit-là et découvre que c'est bien elle qui conduisait la voiture, qu'elle était ivre et se disputait avec Jennifer, que dans un moment d'inattention l'accident se produisit... Grace est choquée. Mais sa meilleure amie la console et lui demande de vivre la vie qu'elle aurait voulu mener et qu'elle s'amuse ! Jennifer disparaît pour toujours et Grace, assumant ses actes, purgera sa peine de deux ans de prison.

## Fiche technique
- Titre original : Last Hours in Suburbia
- Réalisation : John Stimpson
- Scénario : Marcy Holland
- Photographie : Brian Crane
- Musique : Ed Grenga
- Pays : États-Unis
- Durée : 87 minutes

## Distribution
- Kelcie Stranahan : Grace
- Maiara Walsh (VF : Marie Tirmont)[2] : Jennifer
- Liz Vassey : Ann
- Erica McDermott (en) : Mrs. Daniels
- Landry Allbright : un membre d'un club d'étudiantes
- Grant Harvey : Jackson
- Gwendolyn Callahan : Grammy
- Joanna Herrington : Lillian Bateman
- Sarah Cote : Kit
- Tom Kemp : Détective Burke

## Accueil
Le téléfilm a été vu par 1,483 million de téléspectateurs lors de sa première diffusion.